# Fußball-Europameisterschaft 1988/Gruppe 2
| Pl. | Land        | Sp. | S | U | N | Tore    | Diff. | Punkte |
| --- | ----------- | --- | - | - | - | ------- | ----- | ------ |
| 1.  | UdSSR       | 3   | 2 | 1 | 0 | 005:200 | +3    | 05:10  |
| 2.  | Niederlande | 3   | 2 | 0 | 1 | 004:200 | +2    | 04:20  |
| 3.  | Irland      | 3   | 1 | 1 | 1 | 002:200 | ±0    | 03:30  |
| 4.  | England     | 3   | 0 | 0 | 3 | 002:700 | −5    | 0:60   |

Gruppe 2 der Fußball-Europameisterschaft 1988:

## England – Irland 0:1 (0:1)
| England                                                          | England | Irland | Irland | Aufstellung                      |
| ---------------------------------------------------------------- | --- | --- | ------ | -------------------------------- |
| England                                                          | \| 1. Gruppenspiel \| \| Sonntag, 12. Juni 1988 um 15:30 Uhr in Stuttgart (Neckarstadion) \| \| Zuschauer: 51.573 \| \| Schiedsrichter: Siegfried Kirschen ( DDR) \|                                                      | \| 1. Gruppenspiel \| \| Sonntag, 12. Juni 1988 um 15:30 Uhr in Stuttgart (Neckarstadion) \| \| Zuschauer: 51.573 \| \| Schiedsrichter: Siegfried Kirschen ( DDR) \|                                                                      | Irland | Aufstellung England gegen Irland |
| England                                                          | Peter Shilton – Gary Stevens, Tony Adams, Mark Wright, Kenny Sansom – Chris Waddle, Neil Webb (61. Glenn Hoddle), Bryan Robson , John Barnes – Peter Beardsley (83. Mark Hateley), Gary Lineker Cheftrainer: Bobby Robson | Pat Bonner – Chris Morris, Mick McCarthy, Kevin Moran, Chris Hughton – Ray Houghton, Paul McGrath, Ronnie Whelan, Tony Galvin (77. Kevin Sheedy) – John Aldridge, Frank Stapleton (64. Niall Quinn) Cheftrainer: Jack Charlton ( England) | Irland | Aufstellung England gegen Irland |
| England                                                          | 0:1 Houghton (6.) | | Irland | Aufstellung England gegen Irland |
| 1. Gruppenspiel                                                  | | |        |                                  |
| Sonntag, 12. Juni 1988 um 15:30 Uhr in Stuttgart (Neckarstadion) | | |        |                                  |
| Zuschauer: 51.573                                                | | |        |                                  |
| Schiedsrichter: Siegfried Kirschen ( DDR)                        | | |        |                                  |

## Niederlande – UdSSR 0:1 (0:0)
| Niederlande                                                         | Niederlande | UdSSR | UdSSR | Aufstellung                         |
| ------------------------------------------------------------------- | --- | --- | ----- | ----------------------------------- |
| Niederlande                                                         | \| 1. Gruppenspiel \| \| Sonntag, 12. Juni 1988 um 20:15 Uhr in Köln (Müngersdorfer Stadion) \| \| Zuschauer: 54.336[1] \| \| Schiedsrichter: Dieter Pauly ( BR Deutschland) \|                                                         | \| 1. Gruppenspiel \| \| Sonntag, 12. Juni 1988 um 20:15 Uhr in Köln (Müngersdorfer Stadion) \| \| Zuschauer: 54.336[1] \| \| Schiedsrichter: Dieter Pauly ( BR Deutschland) \| | UdSSR | Aufstellung Niederlande gegen UdSSR |
| Niederlande                                                         | Hans van Breukelen – Ronald Koeman – Berry van Aerle, Frank Rijkaard, Adri van Tiggelen – Gerald Vanenburg (59. Marco van Basten), Jan Wouters, Arnold Mühren, John van ’t Schip – Ruud Gullit – John Bosman Cheftrainer: Rinus Michels | Rinat Dassajew – Wagis Chidijatullin – Wladimir Bessonow, Oleg Kusnezow, Anatoli Demjanenko – Alexander Sawarow (90. Tengis Sulakwelidse), Alexej Michailitschenko, Gennadi Litowtschenko, Wassili Raz – Ihor Bjelanow (80. Sjarhej Alejnikau), Oleg Protassow Cheftrainer: Valeri Lobanowski | UdSSR | Aufstellung Niederlande gegen UdSSR |
| Niederlande                                                         | 0:1 Raz (54.) | | UdSSR | Aufstellung Niederlande gegen UdSSR |
| Niederlande                                                         | Litowtschenko (21.), Chidijatullin (40.) | | UdSSR | Aufstellung Niederlande gegen UdSSR |
| 1. Gruppenspiel                                                     | | |       |                                     |
| Sonntag, 12. Juni 1988 um 20:15 Uhr in Köln (Müngersdorfer Stadion) | | |       |                                     |
| Zuschauer: 54.336                                                   | | |       |                                     |
| Schiedsrichter: Dieter Pauly ( BR Deutschland)                      | | |       |                                     |

## England – Niederlande 1:3 (0:1)
| England                                                           | England | Niederlande | Niederlande | Aufstellung                           |
| ----------------------------------------------------------------- | --- | --- | ----------- | ------------------------------------- |
| England                                                           | \| 2. Gruppenspiel \| \| Mittwoch, 15. Juni 1988 um 17:15 Uhr in Düsseldorf (Rheinstadion) \| \| Zuschauer: 63.940 \| \| Schiedsrichter: Paolo Casarin ( Italien) \|                                                          | \| 2. Gruppenspiel \| \| Mittwoch, 15. Juni 1988 um 17:15 Uhr in Düsseldorf (Rheinstadion) \| \| Zuschauer: 63.940 \| \| Schiedsrichter: Paolo Casarin ( Italien) \|                                                                                   | Niederlande | Aufstellung England gegen Niederlande |
| England                                                           | Peter Shilton – Gary Stevens, Tony Adams, Mark Wright, Kenny Sansom – Trevor Steven (69. Chris Waddle), Bryan Robson , Glenn Hoddle, John Barnes – Peter Beardsley (74. Mark Hateley), Gary Lineker Cheftrainer: Bobby Robson | Hans van Breukelen – Ronald Koeman – Berry van Aerle, Frank Rijkaard, Adri van Tiggelen – Gerald Vanenburg (62. Wim Kieft), Jan Wouters, Arnold Mühren, Erwin Koeman – Ruud Gullit – Marco van Basten (87. Wilbert Suvrijn) Cheftrainer: Rinus Michels | Niederlande | Aufstellung England gegen Niederlande |
| England                                                           | 1:1 Robson (53.) | 0:1 van Basten (44.) 1:2 van Basten (71.) 1:3 van Basten (75.) | Niederlande | Aufstellung England gegen Niederlande |
| 2. Gruppenspiel                                                   | | |             |                                       |
| Mittwoch, 15. Juni 1988 um 17:15 Uhr in Düsseldorf (Rheinstadion) | | |             |                                       |
| Zuschauer: 63.940                                                 | | |             |                                       |
| Schiedsrichter: Paolo Casarin ( Italien)                          | | |             |                                       |

## Irland – UdSSR 1:1 (1:0)
| Irland                                                                  | Irland | UdSSR | UdSSR | Aufstellung                    |
| ----------------------------------------------------------------------- | --- | --- | ----- | ------------------------------ |
| Irland                                                                  | \| 2. Gruppenspiel \| \| Mittwoch, 15. Juni 1988 um 20:15 Uhr in Hannover (Niedersachsenstadion) \| \| Zuschauer: 38.308 \| \| Schiedsrichter: Emilio Soriano Aladrén ( Spanien) \|                                       | \| 2. Gruppenspiel \| \| Mittwoch, 15. Juni 1988 um 20:15 Uhr in Hannover (Niedersachsenstadion) \| \| Zuschauer: 38.308 \| \| Schiedsrichter: Emilio Soriano Aladrén ( Spanien) \|                                                                                                   | UdSSR | Aufstellung Irland gegen UdSSR |
| Irland                                                                  | Pat Bonner – Chris Morris, Mick McCarthy, Kevin Moran, Chris Hughton – Ray Houghton, Ronnie Whelan, Kevin Sheedy, Tony Galvin – Frank Stapleton (81. Tony Cascarino), John Aldridge Cheftrainer: Jack Charlton ( England) | Rinat Dassajew (80. Wiktor Tschanow) – Wagis Chidijatullin – Tengis Sulakwelidse (46. Sergei Gozmanow), Oleg Kusnezow, Anatoli Demjanenko – Alexander Sawarow, Alexej Michailitschenko, Sjarhej Alejnikau, Wassili Raz – Ihor Bjelanow, Oleg Protassow Cheftrainer: Valeri Lobanowski | UdSSR | Aufstellung Irland gegen UdSSR |
| Irland                                                                  | 1:0 Whelan (39.) | 1:1 Protassow (75.) | UdSSR | Aufstellung Irland gegen UdSSR |
| 2. Gruppenspiel                                                         | | |       |                                |
| Mittwoch, 15. Juni 1988 um 20:15 Uhr in Hannover (Niedersachsenstadion) | | |       |                                |
| Zuschauer: 38.308                                                       | | |       |                                |
| Schiedsrichter: Emilio Soriano Aladrén ( Spanien)                       | | |       |                                |

## England – UdSSR 1:3 (1:2)
| England                                                                | England | UdSSR | UdSSR | Aufstellung                     |
| ---------------------------------------------------------------------- | --- | --- | ----- | ------------------------------- |
| England                                                                | \| 3. Gruppenspiel \| \| Samstag, 18. Juni 1988 um 15:30 Uhr in Frankfurt am Main (Waldstadion) \| \| Zuschauer: 48.335[2] \| \| Schiedsrichter: José dos Santos ( Portugal) \|                                        | \| 3. Gruppenspiel \| \| Samstag, 18. Juni 1988 um 15:30 Uhr in Frankfurt am Main (Waldstadion) \| \| Zuschauer: 48.335[2] \| \| Schiedsrichter: José dos Santos ( Portugal) \| | UdSSR | Aufstellung England gegen UdSSR |
| England                                                                | Chris Woods – Gary Stevens, Dave Watson, Tony Adams, Kenny Sansom – Trevor Steven, Steve McMahon (53. Neil Webb), Bryan Robson , Glenn Hoddle, John Barnes – Gary Lineker (64. Mark Hateley) Cheftrainer: Bobby Robson | Rinat Dassajew – Wagis Chidijatullin – Wladimir Bessonow, Oleg Kusnezow – Sergej Alejnikow, Gennadi Litowtschenko, Alexander Sawarow (86. Sergei Gozmanow), Alexej Michailitschenko, Wassili Raz – Ihor Bjelanow (46. Wiktor Passulko), Oleg Protassow Cheftrainer: Valeri Lobanowski | UdSSR | Aufstellung England gegen UdSSR |
| England                                                                | 1:1 Adams (15.) | 0:1 Alejnikow (3.) 1:2 Michailitschenko (28.) 1:3 Passulko (72.) | UdSSR | Aufstellung England gegen UdSSR |
| England                                                                | Protassow (42.) | | UdSSR | Aufstellung England gegen UdSSR |
| 3. Gruppenspiel                                                        | | |       |                                 |
| Samstag, 18. Juni 1988 um 15:30 Uhr in Frankfurt am Main (Waldstadion) | | |       |                                 |
| Zuschauer: 48.335                                                      | | |       |                                 |
| Schiedsrichter: José dos Santos ( Portugal)                            | | |       |                                 |

## Irland – Niederlande 0:1 (0:0)
| Irland                                                             | Irland | Niederlande | Niederlande | Aufstellung                          |
| ------------------------------------------------------------------ | --- | --- | ----------- | ------------------------------------ |
| Irland                                                             | \| 3. Gruppenspiel \| \| Samstag, 18. Juni 1988 um 15:30 Uhr in Gelsenkirchen (Parkstadion) \| \| Zuschauer: 64.731[3] \| \| Schiedsrichter: Horst Brummeier ( Österreich) \|                                                                | \| 3. Gruppenspiel \| \| Samstag, 18. Juni 1988 um 15:30 Uhr in Gelsenkirchen (Parkstadion) \| \| Zuschauer: 64.731[3] \| \| Schiedsrichter: Horst Brummeier ( Österreich) \|                                                                      | Niederlande | Aufstellung Irland gegen Niederlande |
| Irland                                                             | Pat Bonner – Chris Morris (46. Kevin Sheedy), Mick McCarthy, Kevin Moran, Chris Hughton – Ray Houghton, Paul McGrath, Ronnie Whelan, Tony Galvin – Frank Stapleton (84. Tony Cascarino), John Aldridge Cheftrainer: Jack Charlton ( England) | Hans van Breukelen – Ronald Koeman – Berry van Aerle, Frank Rijkaard, Adri van Tiggelen – Gerald Vanenburg, Jan Wouters, Arnold Mühren (79. John Bosman), Erwin Koeman (50. Wim Kieft) – Ruud Gullit – Marco van Basten Cheftrainer: Rinus Michels | Niederlande | Aufstellung Irland gegen Niederlande |
| Irland                                                             | 0:1 Kieft (82.) | | Niederlande | Aufstellung Irland gegen Niederlande |
| Irland                                                             | Wouters (60.) | | Niederlande | Aufstellung Irland gegen Niederlande |
| 3. Gruppenspiel                                                    | | |             |                                      |
| Samstag, 18. Juni 1988 um 15:30 Uhr in Gelsenkirchen (Parkstadion) | | |             |                                      |
| Zuschauer: 64.731                                                  | | |             |                                      |
| Schiedsrichter: Horst Brummeier ( Österreich)                      | | |             |                                      |